# Torneio Pré-Olímpico Masculino da OFC de 2012
O Torneio Pré-Olímpico Masculino da OFC de 2012 foi realizado na Nova Zelândia entre 16 e 25 de março. O torneio serviu para classificar a única seleção da Oceania para o torneio masculino de futebol dos Jogos Olímpicos de Verão de 2012, em Londres. Inicialmente previsto para ser realizado em Fiji, no dia 27 de fevereiro de 2012, foi anunciado que a nova sede seria a cidade de Taupo, na Nova Zelândia.

## Equipes participantes
| - Fiji - Ilhas Salomão - Nova Zelândia (país-sede) - Papua-Nova Guiné | - Samoa Americana - Tonga - Vanuatu |

## Fase de grupos
|  | Equipes classificadas às semifinais |
|  | Equipes eliminadas                  |

### Grupo A
| Equipe          | Pts | J | V | E | D | GP | GC | SD  |
| --------------- | --- | - | - | - | - | -- | -- | --- |
| Fiji            | 9   | 3 | 3 | 0 | 0 | 11 | 2  | +9  |
| Vanuatu         | 6   | 3 | 2 | 0 | 1 | 10 | 2  | +8  |
| Ilhas Salomão   | 3   | 3 | 1 | 0 | 2 | 16 | 4  | +12 |
| Samoa Americana | 0   | 3 | 0 | 0 | 3 | 2  | 31 | –29 |

| 16 de março de 2012 | Ilhas Salomão | 0 – 2     | Fiji                       | Owen Delany Park, Taupo     |
| 12:00 UTC+13        |               | Relatório | Naqeleca 18' · Watkins 65' | Árbitro: TAH Norbert Hauata |

| 16 de março de 2012 | Vanuatu                                                                     | 8 – 0     | Samoa Americana | Owen Delany Park, Taupo                   |
| 14:30 UTC+13        | Lenga 10', 23' · Tasso 13' (pen), 21' · Namatak 81', 83', 86' · Mansale 89' | Relatório |                 | Público: 200 Árbitro: NCL Bertrand Billon |

| 18 de março de 2012 | Samoa Americana | 1 – 7     | Fiji                                                                                | Owen Delany Park, Taupo                           |
| 14:30 UTC+13        | Tualaulelei 66' | Relatório | Salauneune 12' · Draunibaka 56', 58' · Naqeleca 63', 65' · Drudru 72' · Watkins 88' | Público: 250 Árbitro: FRA Isidore Assiene-Ambassa |

| 18 de março de 2012 | Ilhas Salomão | 0 – 1     | Vanuatu     | Owen Delany Park, Taupo                 |
| 17:00 UTC+13        |               | Relatório | Kaltack 61' | Público: 400 Árbitro: TAH Kader Zitouni |

| 21 de março de 2012 | Samoa Americana | 1 – 16    | Ilhas Salomão | Owen Delany Park, Taupo                   |
| 12:00 UTC+13        | Luani 5'        | Relatório | Paia 22', 26', 32' (pen), 58' (pen), 63', · 73', 84' · Donga 50' · Teleda 52' · Lea'alafa 55', 69', 74' · Tafoa 67' · Kakate 77', 79' · Doiwale 89' | Público: 100 Árbitro: NCL Bertrand Billon |

| 21 de março de 2012 | Fiji                          | 2 – 1     | Vanuatu     | Owen Delany Park, Taupo                  |
| 17:00 UTC+13        | Naqeleca 20' · Salauneune 41' | Relatório | Kaltack 62' | Público: 150 Árbitro: TAH Norbert Hauata |

### Grupo B
| Equipe           | Pts | J | V | E | D | GP | GC | SD  |
| ---------------- | --- | - | - | - | - | -- | -- | --- |
| Nova Zelândia    | 6   | 2 | 2 | 0 | 0 | 11 | 0  | +11 |
| Papua-Nova Guiné | 3   | 2 | 1 | 0 | 1 | 3  | 1  | +2  |
| Tonga            | 0   | 2 | 0 | 0 | 2 | 0  | 13 | -13 |

| 16 de março de 2012 | Nova Zelândia | 1 – 0     | Papua-Nova Guiné | Owen Delany Park, Taupo                |
| 17:00 UTC+13        | Lovemore 73'  | Relatório |                  | Público: 550 Árbitro: SOL Gerald Oiaka |

| 18 de março de 2012 | Papua-Nova Guiné                         | 3 – 0     | Tonga | Owen Delany Park, Taupo                |
| 12:00 UTC+13        | Malagian 6' · Dabingyaba 47' · Seeto 86' | Relatório |       | Público: 150 Árbitro: VAN Bruce George |

| 21 de março de 2012 | Tonga | 0 – 10    | Nova Zelândia                                                                                             | Owen Delany Park, Taupo                |
| 14:30 UTC+13        |       | Relatório | Draper 23' · Hicks 33' · Saric 43' · Fenton 52', 54' · Gailbraith 72', 73' · Lovemore 77', 90' · Musa 81' | Público: 200 Árbitro: SOL Gerald Oiaka |

## Fase final
Devido aos imprevistos ocorridos na terceira rodada da Fase de Grupos, os jogos da Fase Final também foram adiados em um dia.
|  | Semifinais          | Semifinais          |   |                     | Final               | Final |  |
|  |                     |                     |   |                     |                     |       |  |
|  | 23 de março - Taupo |                     |   |                     |                     |       |  |
|  | Fiji                | 3                   |   |                     |                     |       |  |
|  | Papua-Nova Guiné    | 0                   |   |                     |                     |       |  |
|  |                     |                     |   |                     |                     |       |  |
|  |                     |                     |   |                     | 25 de março - Taupo |       |  |
|  |                     |                     |   |                     | Fiji                | 0     |  |
|  |                     | Nova Zelândia       | 1 |                     |                     |       |  |
|  |                     |                     |   |                     |                     |       |  |
|  |                     |                     |   |                     |                     |       |  |
|  |                     |                     |   |                     | Terceiro lugar      |       |  |
|  | 23 de março - Taupo | 23 de março - Taupo |   | 25 de março - Taupo | 25 de março - Taupo |       |  |
|  | Nova Zelândia       | 3                   |   | Papua-Nova Guiné    | 0                   |       |  |
|  | Vanuatu             | 2                   |   |                     | Vanuatu             | 1     |  |

### Semifinais
| 23 de março de 2012 | Fiji                                      | 3 – 0     | Papua-Nova Guiné | Owen Delany Park, Taupo                   |
| 13:00 UTC+13        | Naqeleca 25' (pen), 60' (pen) · Sahib 71' | Relatório |                  | Público: 200 Árbitro: NCL Bertrand Billon |

| 23 de março de 2012 | Nova Zelândia                    | 3 – 2     | Vanuatu                    | Owen Delany Park, Taupo                 |
| 16:00 UTC+13        | Fenton 5' · Musa 8' · Draper 27' | Relatório | Kaltack 74' · Tangis 90+1' | Público: 400 Árbitro: TAH Kader Zitouni |

### Disputa do 3º lugar
| 25 de março de 2012 | Papua-Nova Guiné | 0 – 1     | Vanuatu     | Owen Delany Park, Taupo                |
| 13:00 UTC+13        |                  | Relatório | Kaltack 38' | Público: 400 Árbitro: SOL Gerald Oiaka |

### Final
| 25 de março de 2012 | Fiji | 0 – 1     | Nova Zelândia    | Owen Delany Park, Taupo                    |
| 16:00 UTC+13        |      | Relatório | Draper 18' (pen) | Público: 1 250 Árbitro: TAH Norbert Hauata |

## Campeão
| Torneio Pré-Olímpico da OFC |
| Nova Zelândia               |
| --------------------------- |
| NOVA ZELÂNDIA Campeão       |

## Classificação final
| Pos. | Equipe           |
| ---- | ---------------- |
| 1    | Nova Zelândia    |
| 2    | Fiji             |
| 3    | Vanuatu          |
| 4    | Papua-Nova Guiné |
| 5    | Ilhas Salomão    |
| 6    | Tonga            |
| 7    | Samoa Americana  |

## Marcadores
| 7 gol(o)s - Ian Paia 6 gol(o)s - Esava Naqeleca 4 gol(o)s - Jean Kaltack 3 gol(o)s - Micah Lea'alafa - Greg Draper - Louis Fenton - Sean Lovemore - Sailas Namatak | 2 gol(o)s - Archie Watkins - Jone Salauneune - Misaele Draunibaka - Karol Kakate - Ethan Gailbraith - James Musa - Robert Tasso - Roddy Lenga 1 gol(o) - Samuela Drudru - Zibraaz Sahib | 1 gol(o) (continuação) - Daniel Saric - Jason Hicks - Jamal Seeto - Nigel Dabingyaba - Vanya Malagian - Chris Tafoa - Himson Teleda - Jerry Donga - Johan Doiwale - Ailoa Tualaulelei - Shalom Luani - Kensi Tangis |  |

## Nota
1. 1 2 3  Jogos adiados do dia 20 de março devido aos fortes ventos em Taupo.[3]